# 코스타리카의 경제
코스타리카의 경제는 2019년 11.49%의 높은 실업률을 기록했지만 국내총생산(GDP)의 지속적인 성장과 중간 수준의 인플레이션으로 수년간 매우 안정적이었다. 코스타리카 경제는 1997년 불황에서 벗어나 그 이후 강력한 총 성장세를 보였다. 2017년 GDP 추정치는 615억 달러로 2015년 526억 달러보다 크게 증가한 반면, 2017년 1인당 추정치(구매력 평가액)는 12,382달러이다.
2015년까지 몇 년간 물가상승률이 연 4~5% 수준이었으나 2016년에는 0.7%로 떨어졌고, 2017년 말에는 여전히 중간 수준인 2.8%로 상승할 것으로 예상됨 코스타리카는 2017년 높은 빈곤 수준에도 불구하고 중앙아메리카 생활수준이 가장 높은데, 이는 정부가 제시한 인플레이션과 혜택의 감소에 힘입어 2017년 1.2% 감소한 20.5%를 기록한 바 있다. 2017년 추정 실업률은 8.1%로 2016년과 거의 비슷하다.
코스타리카는 한때 농업에만 의존하던 경제에서 관광, 전자, 의료부품 수출, 의료제조, IT 서비스 등 보다 다양한 경제로 발전했다. 외국 기업을 위한 기업 서비스는 약 3%의 인력을 고용한다. GDP 중 5.5%는 농업, 18.6%는 산업, 75.9%는 서비스(2016년)에 의해 창출된다. 농업은 노동력의 12.9%, 산업은 18.57%, 서비스는 69.02%(2016년) 다양한 경제자유구역에서 많은 외국 기업이 활동하고 있다. 2015년 수출 총액은 126억 달러, 수입 총액은 150억 달러로 23억 9천만 달러의 무역적자를 기록했다.
늘어나는 부채와 예산 적자가 이 나라의 주된 관심사이다. 2017년 8월까지 코스타리카는 의무를 이행하는 데 어려움을 겪었고, 대통령은 "유동성 위기"에 대처하기 위한 극적인 변화를 약속했다. 코스타리카가 외국인 투자로 경제를 성장시키려 할 때 직면하고 있는 또 다른 과제로는 열악한 인프라와 공공 부문 효율성을 개선해야 할 필요성이 있다.

## 공공부채 및 적자
특히 국내총생산(GDP) 대비 공공부채 수준이 2011년 29.8%에서 2015년 40.8%로, 2016년 45%로 증가하는 등 국가부채 수준이 주요 관심사 중 하나다. 2015년의 총 부채는 226억4800만 달러로 2014년에 비해 30억 달러 가까이 증가했고, 1인당 부채는 4711달러였다. 코스타리카는 2014년 4월 미화 9억4700만 달러에 달하는 세계은행과 공식 신용거래 라인을 맺고 있었으며, 이 중 6억4500만 달러가 접속했으며 6억 달러는 미결 상태로 남아 있었다.
국제 통화 기금(IMF)은 2017년 6월 보고서에서 연간 성장률이 4%를 조금 넘었고 인플레이션은 완만하다고 밝혔다. 보고서는 "금융시스템이 건전한 것으로 보이며 신용증가는 건전한 금융심화와 거시경제 동향과 일관되고 있다. 기관은 2016년 당국의 강화된 통합 노력에도 불구하고 재정적자가 여전히 높고 공적 부채가 빠르게 증가하고 있다고 지적했다. 최근 재정 통합의 진전은 부분적으로 역전되었고 종합적인 재정 패키지에 대한 정치적 합의는 여전히 미지수이다."
IMF는 또한 예상보다 긴축된 세계 금융 상황에서 이러한 측면들이 투자자들의 신뢰를 심각하게 떨어뜨릴 것이라고 경고하면서, 증가하는 적자, 공공 부채, 은행 자산과 부채의 달러화에 대해 우려를 표명했다. 이 단체는 또 연금급여를 줄이고 국민 기여금액을 늘리고 교육제도의 비용 효율성을 높이기 위한 조치를 취할 것을 권고했다.
국가 신용등급은 2017년 초 무디스가 Ba1에서 Ba2로 하향 조정해 부정적인 전망을 내놨다. 방사청은 특히 '2016년 GDP 대비 5.2%였던 정부 부채 부담 증가와 지속적인 재정 적자'를 꼽았다. 무디스는 또한 "재정적자를 줄이기 위한 조치들을 이행하기 위한 정치적 합의의 부족이 정부의 부채비율에 대한 추가적인 압박으로 이어질 것"을 우려했다. 2017년 7월 말 중앙은행은 재정적자를 국내총생산(GDP)의 6.1%로 추정했다. 2017년 경제협력개발기구(OECD)는 외채 축소가 정부의 최우선 과제라고 경고했다. 재정 적자를 완화하기 위해 다른 재정 개혁도 권고되었다.
루이스 기예르모 솔리스 대통령은 2014년 2015년 지출 19%, 2016년 0.5%, 2017년 12% 증액된 예산안을 제시했다. 2017년 예산이 최종 제안되었을 때 총 159억 달러였다. 부채 상환액은 그 금액의 3분의 1을 차지한다. 더 큰 관심사는 예산의 46%를 모두 조달해야 한다는 사실로, 외국 기업에 대한 부채가 늘어날 수 있다는 점이다. 2017년 7월 말 중앙은행은 재정적자를 국내총생산(GDP)의 6.1%로 추정했다.

## 천연자원
코스타리카의 강우량과 중남미 지층에 위치해 있어 북미 및 남미 시장에 쉽게 접근할 수 있고 유럽 및 아시아 대륙에 직접 해양에 접근할 수 있다. 코스타리카는 두 계절이 있는데, 두 계절 모두 열대 우기와 건기의 농업 자원을 가지고 있다. 코스타리카 국토의 4분의 1은 국유림, 종종 인접한 해변을 위해 조성되어 있어 부유한 은퇴자들과 생태관광객들에게 코스타리카를 인기 있는 곳으로 만들었다.
전국의 10.27%가 국립공원으로 보호되고 있으며, 17%는 보호구역, 야생동물 보호구역으로 추가로 지정되어 있다. 코스타리카에는 50개 이상의 야생동물 보호구역, 32개의 주요 국립공원, 12개 이상의 산림 보호구역, 몇 개의 생물 보호구역이 있다.
코스타리카 사람들의 23.7%가 바다에 접근하기 때문에 어획물을 어업과 어업 업체에 거래하는데, 이는 "작은 규모의 장인 해안" 어업으로 여겨지고 있으며 니코야 만에서 가장 흔하다. 코스타리카는 또한 참치, 정어리, 만새기, 틸라피아, 새우, 도미, 상어, 돛새치 등을 포획하는 상업용 어선에 대한 면허료를 부과하고 있다. 2017년 중반, 코스타리카는 거의 백만 에이커의 면적에서 남태평양 연안에서의 대규모 상업 어업을 금지할 계획이었다. 이 법안은 "비범한 해양 및 해안 자원을 무분별하고 지속 가능하지 않은 상업 어업"으로부터 보호하기 위한 것이었다.
2012년 환경성과지수 순위에서는 코스타리카가 세계 5위, 미주 1위다. 세계 경제 포럼(WEF)의 2017년 여행&관광 경쟁력 보고서는 생태관광은 물론 천연자원, 세계유산 자연유적지 수, 보호지역, 종별 등을 기준으로 코스타리카를 136개국 중 3위로 꼽았다.

## 농업
코스타리카의 경제는 역사적으로 농업에 기반을 두고 있었으며, 이는 수년간 큰 문화적 영향을 끼쳤다. 코스타리카의 주요 현금 작물은 역사적으로 그리고 현대까지 바나나였다. 그동안 커피 작물은 주요 수출품이었지만 2013년 수출액 대비 2.5% 증가에 그칠 정도로 가치가 떨어졌다.
농업은 또한 국내총생산(GDP)에서 중요한 역할을 한다. 코스타리카 GDP의 약 6.5%를 차지하고 있으며, 노동력의 12.9%(2016년)를 고용하고 있다. 이에 비해 산업계 종사자는 18.57%, 서비스업 종사자는 69.02%였다.
지역과 고도에 따라 농작물이나 기법이 다른 지역도 적지 않다. 이 나라의 주요 농산물 수출품은 바나나, 파인애플(세계 시장 점유율 50% 이상), 기타 열대과일, 커피(대부분 센트럴밸리 또는 메세타고원에서 재배), 설탕, 쌀, 야자유, 야채, 열대과일, 관상식물, 옥수수, 감자 등이다.
가축 활동은 가금류뿐만 아니라 소, 돼지, 말 등으로 구성되어 있다. 한 소식통에 따르면 육류와 유제품이 수출을 주도하고 있지만, 2013년 10위권 안에 들지 못했다.
2013년 산림제품과 섬유의 수출가치는 모두 화학제품이나 플라스틱을 넘지 않았다.

## 사회 기반 시설
코스타리카의 기반시설은 유지보수와 새로운 투자 부족으로 어려움을 겪고 있다. 국토는 대부분 황폐하지만 3만 킬로미터 이상의 광범위한 도로 시스템을 갖추고 있다. 이는 항만, 철도, 용수 공급 시스템에도 적용된다. 2016년 미국 정부 보고서에 따르면 인프라 개선을 시도한 중국의 투자는 "관료적, 법적 우려로 인해 사업이 정체된 것"을 발견했다.
전국 대부분 지역은 도로로 접근이 가능하다. 미국 센트럴밸리의 주요 고원 도시들은 대서양과 태평양 연안과의 포장 전천후 도로, 북부와 남부에 인접한 니카라과와 파나마와의 팬아메리칸 하이웨이로 연결되어 있다. 코스타리카의 항구들은 증가하는 무역에 보조를 맞추기 위해 고군분투하고 있다. 용량이 부족하고 장비 상태도 좋지 않다. 이 철도는 최근 정부가 도시 교통을 위해 다시 활성화하기 위해 노력하기 전까지 몇 년 동안 작동하지 않았다. 2016년 8월 경제협력개발기구(OECD) 보고서는 "도로망이 광범위하지만 품질이 떨어지고 철도가 파손돼 1990년대 폐쇄된 뒤 서서히 재가동돼 항만의 질과 수용력이 부족하다"고 요약했다. 대중교통 시스템, 특히 철도가 미비해 내부 교통이 민간 도로 차량에 지나치게 의존하고 있다"고 말했다.
2017년 6월 인터뷰에서 루이스 기예르모 솔리스 대통령은 문제를 해결하기 위해 민간 부문의 투자가 필요하다고 말했다. "물론 코스타리카의 인프라 적자는 어느 정부보다 더 오래 지속되는 과제이며, 저는 우리가 미래 행정부의 지속적인 구축을 위한 기반을 마련하기를 바랍니다. 저는 정부가 착수하기에는 너무 큰 프로젝트를 개발하는 데 이상적인 방법인 공공 민간 파트너십을 촉진하기 위한 법을 막 제정했습니다. 예를 들어, 우리가 수도에 서비스를 제공하기 위해 건설하는 신공항은 20억 달러가 소요될 것이기 때문에 민간 부문의 개입이 필요할 것입니다. 대서양과 캐리비안 해안의 항구들을 연결하는 '건조한 운하'의 잠재성도 있습니다. 최대 160억 달러의 투자가 필요할 수 있습니다."
정부는 국가의 독점인 통신과 전력 부문에 외국인 투자와 기술, 경영을 도입하기를 희망하고 있다. ICE(Instituto Costarricense de Electricidad)는 통신, 인터넷 및 전기 서비스를 독점하고 있다. 일부 제한적인 경쟁은 허용된다. 2011년, 두 개의 새로운 민간 회사가 휴대폰 서비스를 제공하기 시작했고, 다른 회사들은 해외 전화를 위한 인터넷 연결(VOIP)을 통한 음성 통신을 제공했다.
부패 인식 지수에 따르면, 코스타리카는 2007년 라틴 아메리카에서 가장 안정적이고, 번영하며, 가장 부패하지 않은 나라 중 하나로 명성을 떨쳤다. 그러나 2004년 가을 호세 마리아 피게레스, 미겔 앙헬 로드리게스, 라파엘 앙헬 칼데론 전 코스타리카 대통령 3명이 정부 계약서 발급과 관련된 비리 혐의로 조사를 받았다. 칼데론과 로드리게스는 광범위한 법적 절차를 거친 후 형을 선고받았지만, 피게레스에 대한 심문은 기각되었고 그는 기소되지 않았다.
좀 더 최근에는 코스타리카가 2015년 부패 인식 척도에서 55점으로 세계 평균보다 높은 40위에 올랐다. 부패 인식도가 가장 낮은 국가는 척도에서 90점이었다. 코스타리카는 2017년 5월 말 2017년 7월 발효를 위해 OECD 뇌물방지협약 가입을 신청했다.